# 阿芒斯河畔迈济耶尔
阿芒斯河畔迈济耶尔（法語：Maizières-sur-Amance，法語發音：[mɛzjɛʁ syʁ amɑ̃s]）是法国上马恩省的一个市镇，属于朗格勒区。

## 地理
阿芒斯河畔迈济耶尔（47°49'38"N, 5°36'40"E）面积7.97 平方千米，位于法国大東部大區上马恩省，该省份为法国东北部内陆省份，北起马恩省和默兹省，西接奥布省，西南接科多尔省，东南接上索恩省，东临孚日省。
与阿芒斯河畔迈济耶尔接壤的市镇（或旧市镇、城区）包括：昂罗塞、阿尔比尼苏瓦雷讷、比兹、法伊比约、上阿芒斯、鲁热。

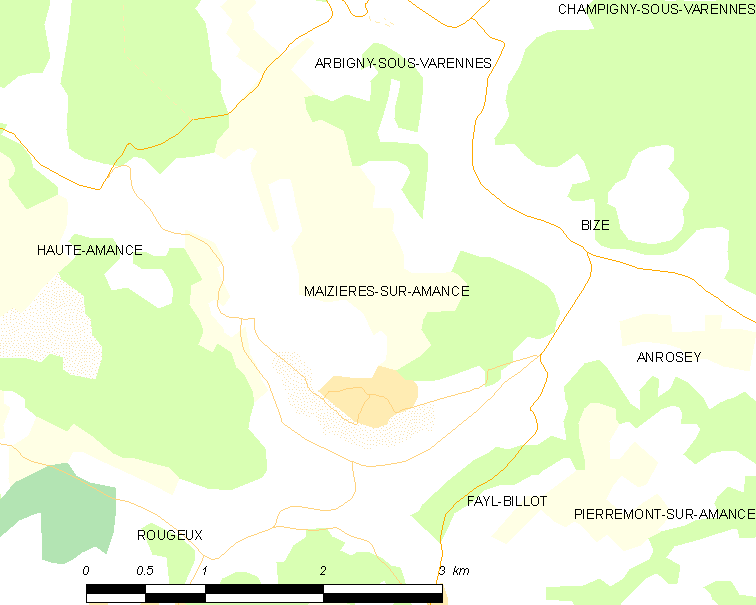
阿芒斯河畔迈济耶尔的OSM定位图

阿芒斯河畔迈济耶尔的时区为UTC+01:00、UTC+02:00（夏令时）。

## 行政
阿芒斯河畔迈济耶尔的邮政编码为52500，INSEE市镇编码为52303。

## 政治
阿芒斯河畔迈济耶尔所属的省级选区为沙兰德雷县。

## 人口

1962-2008年间阿芒斯河畔迈济耶尔人口变化图示

阿芒斯河畔迈济耶尔于2022年1月1日时的人口数量为97人。